# Саксонська армія
Саксонська армія (нім. Sächsische Armee) — військове формування Саксонського курфюрства (1682–1807), а згодом Саксонського королівства (1807–1918). Регулярна саксонська армія була вперше створена в 1682 році і продовжувала існувати до скасування німецької монархії у 1918 році. З утворенням Наполеоном Рейнської конфедерації Королівська саксонська армія приєдналася до французької «Великої армії» разом з 37 іншими німецькими державами.

## Історія

### Ранні періоди: васальні та наймані війська
До XVII століття саксонські правителі мали лише особисту гвардію, а для ведення бойових дій набирали васальне лицарське ополчення або наймали солдатів. Лицарі забезпечувалися зброєю та спорядженням за рахунок курфюрста, а прості мешканці виконували роль піхоти. Однак ці війська збиралися лише на час воєнних конфліктів і розпускалися після їхнього завершення.
З часом у Саксонії почали застосовувати наймані війська. Курфюрст Моріц першим зрозумів важливість постійного війська і почав перетворювати найманців на гарнізони великих міст і фортець, що дозволило краще контролювати територію. Він також запровадив перші військові регламенти та накази, що регулювали використання зброї та екіпірування.
У XVII столітті військові реформи продовжив курфюрст Йоганн Георг I, який створив Defensionswerk – систему оборонних військ, що складалася з регіональних ополченців. Вона не змогла ефективно протистояти іноземним арміям, і вже в 1630-х роках під час Тридцятилітньої війни (1618–1648) саксонські міста неодноразово потрапляли під контроль шведських та імперських військ.

### Формування регулярної армії (1682–1699)
Значний крок у розвитку армії зробив курфюрст Йоганн Георг III, відомий як «Саксонський Марс». Він переконав панівні верстви населення Саксонії, що найм військ на час війни є дорожчим, ніж утримання постійної армії. У 1682 році в Саксонії була створена перша регулярна армія, яка складалася з шести піхотних і п’яти кавалерійських полків (близько 10 000 солдатів).
З цього часу армія продовжувала розвиватися та брала участь у війнах, у 1683 році саксонці допомагали імперським військам під час оборони Відня від османів, у 1688 році саксонські війська брали участь у облозі Майнца під час війни з Францією.

Курфюрст Йоганн Георг IV також створив кавалерійський полк «Великих мушкетерів», проте не зміг здійснити жодних подальших змін в армії, оскільки правив лише три роки і, як стверджується, помер від віспи в 1694 році. Однак, згідно з новими науковими даними, припускається, що він був отруєний своїм молодшим братом Августом, який згодом змінив його на престолі. За правління курфюрста Август II Фрідріха (1694-1733), також відомого як Август Сильний, саксонська армія досягла нового розквіту.

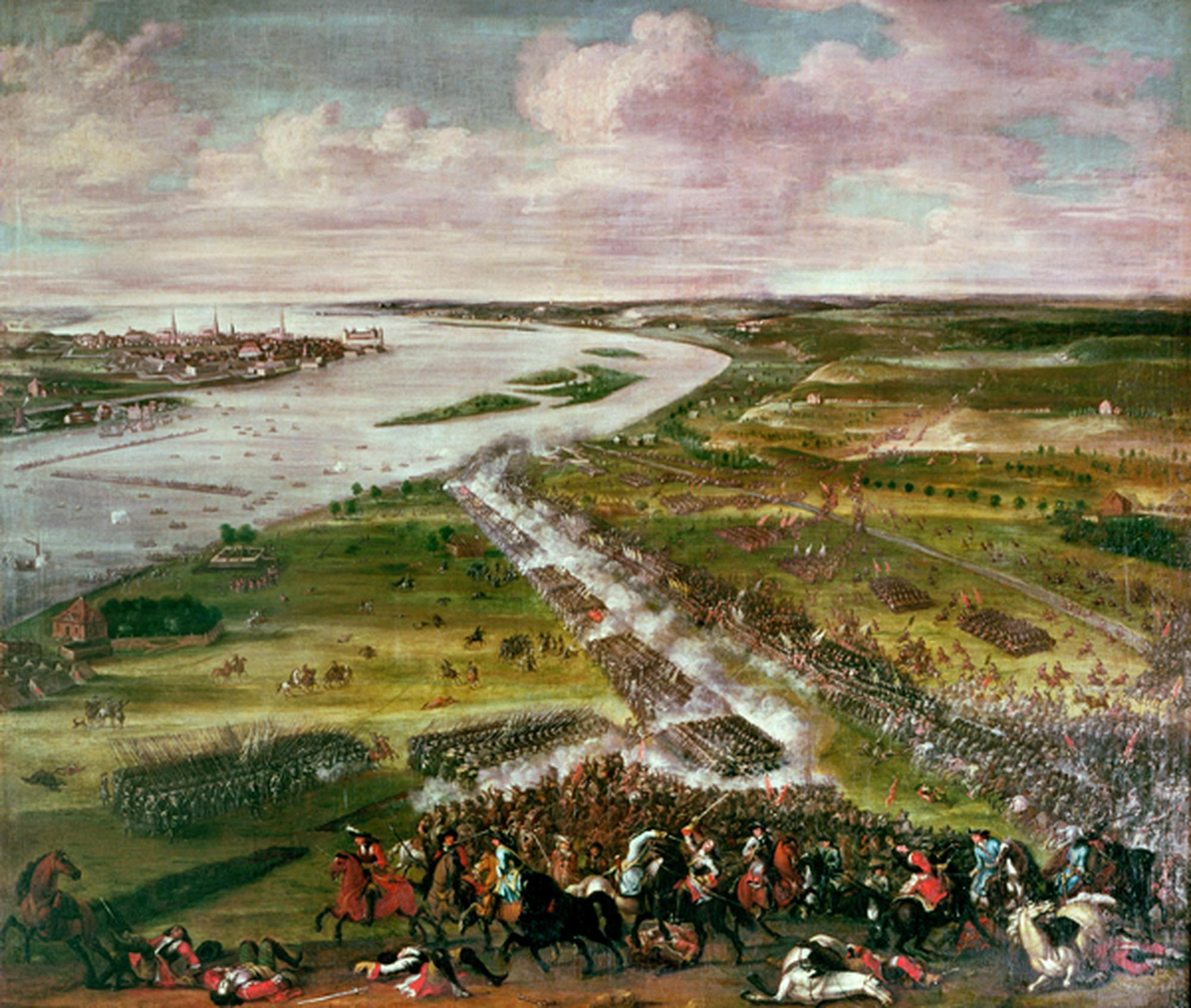
Відступ саксонців після битви на Дюні у 1701 році

### Північна війна (1700–1716)
Август Сильний, ставши королем Речі Посполитої, вирішив повернути Лівонію, яка належала Швеції. У 1700 році він розпочав бойові дії, але саксонське військо не змогло взяти Ригу, а після битви на Дюні (1701) зазнало поразки.
У 1706 році після чергової поразки у війні Август був змушений зректися польського престолу.

### Реформи 1717–1733 років
Після закінчення участі Саксонії у Північній війні настав період миру, що тривав понад 15 років, який Август використав для створення добре навченої та сучасної армії в ході масштабної військової реформи.: загальна чисельність армії була доведена до 30 000 осіб, введено нові навчальні програми для офіцерів та солдатів, створено новий рід військ гренадерів – елітних солдатів, які використовували ручні гранати.
Створивши свою армію, Август Сильний намагався уникнути подальших воєн. З невдалого досвіду Північної війни він знав, що програна битва може стати кінцем його старанно збудованої нової армії. Він не мав ані фінансових коштів, ані населення, щоб продовжувати відбудовувати саксонську армію. В останні роки свого правління Август II зібрав ще два полки кірасирів, два полки легкої кавалерії і чотири піхотні полки. Коли Август II помер у Варшаві 1 лютого 1733 року, він залишив по собі саксонську армію, яка налічувала понад 26 000 осіб і мала дуже високий рівень підготовки та оснащення своїх солдатів. Саксонська армія не поступалася жодній іншій європейській армії того часу.

### Війна за польську спадщину та дві сілезькі війни (1733–1745)

#### Війна за польську спадщину (1733–1735)
Після смерті польського короля Августа II Сильного в 1733 році розгорілася боротьба за престол між його сином, саксонським курфюрстом Фрідріхом Августом II, та Станіславом Лещинським, якого підтримували Франція і Швеція.
Фрідріх Август II отримав підтримку від Австрії та Росії, які розглядали його як стабільного союзника. У 1733 році саксонські війська (приблизно 20 000 солдатів) рушили до Польщі та захопили Краків та брали участь у взятті Варшави. В 1734 році саксонсько-російські сили взяли в облогу стратегічно важливе місто, де знаходився Лещинський. Після декількох місяців боїв місто капітулювало, а Лещинський утік до Франції. У 1736 році Фрідріх Август II був офіційно визнаний королем Речі Посполитої під іменем Август III, що закріпило владу династії Веттінів у Речі Посполитій.

#### Перша сілезька війна (1740–1742)
У 1740 році новий король Пруссії Фрідріх II вторгся до Сілезії, використовуючи династичну кризу в Австрії після смерті Карла VI.
Саксонія, спочатку зберігала нейтралітет, проте в 1741 році приєдналася до Австрійської коаліції. Саксонська армія надала 20-тисячне військо, яке разом з пруссаками та французами взяло в облогу і здобуло Прагу в листопаді 1741 року. Наступного року саксонська армія брала участь у менших битвах. 25 червня почався зворотний марш з Богемії через Рудні гори. Втрати саксонців у цій кампанії були незначними.

#### Друга сілезька війна (1744–1745)
Спочатку курфюрст Саксонії дотримувався нейтралітету, дозволяючи прусським військам Фрідріха II пройти через саксонську територію до Богемії. Однак згодом він перейшов на бік Австрії, відправивши навесні 1745 року допоміжний саксонський корпус під командуванням герцога Йоганна Адольфа II фон Вайсенфельса для підтримки австрійської армії в Сілезії. До складу саксонського корпусу входило 18 батальйонів, 20 ескадронів, 30 уланських полків і 32 гармати.
4 червня 1745 року відбулася битва біля Гогенфрідберга, в якій об'єднана саксонсько-австрійська армія чисельністю понад 71 000 солдатів зазнала нищівної поразки від пруссаків, хоча мала чисельну перевагу. Втрати саксонців склали 2029 загиблих, 915 поранених і 5650 полонених. Пізніше того ж року саксонці разом з австрійцями зазнали чергової поразки в битві при Зоорі у вересні, втративши понад 6400 осіб убитими та пораненими.
Після поразок саксонські війська відступили до Дрездена і зайняли оборону біля Кессельдорфа, де 15 грудня 1745 року відбулася вирішальна битва. Саксонсько-австрійська армія, під командуванням фельдмаршала Фрідріха Августа графа Рутовського, знову була розбита, втративши 14 500 солдатів убитими і пораненими, з яких 3752 припадало на саксонську армію. Крім того, 141 офіцер і 2800 солдатів потрапили в полон. Ця поразка стала завершальним ударом, який остаточно закріпив військову перевагу Пруссії над Саксонією.
18 грудня саксонський генерал Адам Генріх Бозе передав Фрідріху II ключі від Дрездена, після чого прусський король особисто відібрав 1600 найкращих саксонських солдатів і включив їх до своїх гвардійських частин. 25 грудня 1745 року було укладено Дрезденський мир, який завершив Другу сілезьку війну і закріпив втрату Сілезії для Австрії, остаточно закріплюючи домінування Пруссії в регіоні.

### Скорочення армії та початок Семирічної війни (1745–1756)
Після закінчення Другої сілезької війни Саксонське курфюрство опинилося у серйозній фінансовій кризі. Високі репараційні виплати Пруссії, розкішний спосіб життя монарха та зростання корупції при дворі призвели до значного дефіциту державного бюджету. Прем'єр-міністр Генріх фон Брюль був змушений різко скоротити військові витрати. У 1746 році чисельність піхотної роти була скорочена до 95 осіб, а кірасирський полк був розформований. До 1748 року через брак коштів було розформовано ще дев'ять кавалерійських і чотири піхотні полки.
Незважаючи на фінансові труднощі, Саксонія зберегла номінально сильну армію. Однак, коли у 1756 році розпочалася Семирічна війна, саксонська армія виявилася недостатньо підготовленою. Фрідріх II оточив саксонську армію в Пірні, після чого вона була змушена капітулювати. 18 177 саксонських солдатів були примусово мобілізовані до прусської армії, багато з яких дезертирували і згодом приєдналися до австрійської армії.

### Війна проти Пруссії, повернення додому і реорганізація армії (1757–1778)
Після капітуляції в Пірні багато саксонських солдатів намагалися втекти з прусської армії і реорганізуватися. Деякі з них перейшли на австрійську службу, а інші зібралися в Польщі, де їх стали називати «ревертантами». Принц Франц Ксаверій Саксонський за підтримки Франції сформував Вільний саксонський корпус, який воював проти Пруссії.
У квітні 1763 року саксонський корпус повернувся до Саксонії і частково розмістився у колишніх гарнізонних містах. Після Семирічної війни саксонська армія складалася з 13 піхотних і дванадцяти кавалерійських полків. Август ІІІ помер 5 жовтня 1763 року, і його син Фрідріх Кристіан став курфюрстом. Він відмовився від претензій на польську корону і хотів зосередитися на відновленні Саксонського курфюрства та його армії. Всього через кілька тижнів Фрідріх Крістіан помер, і його брат принц Ксаверій, який очолював саксонський корпус проти Пруссії, перебрав на себе керівництво курфюрством як адміністратор для сина Фрідріха Крістіана, Фрідріха Августа I (1763-1827), який був ще неповнолітнім. Під його керівництвом армія була реорганізована і збільшена. Зразком для реорганізації слугувала прусська армія. Піхотні полки поділялися на три батальйони з двома гренадерськими та дванадцятьма мушкетерськими ротами. Планова кількість офіцерів, унтер-офіцерів і солдатів у полку становила 1672 особи.

### Від Війни за баварську спадщину до Наполеонівських воєн (1778–1805)
У 1778 році Саксонія взяла участь у Війні за баварську спадщину на боці Австрії, хоча активних бойових дій її війська не вели. Протягом наступних десятиліть саксонська армія зазнала подальших реформ, зокрема впровадження прусської військової системи організації та підготовки. Військові навчальні заклади були модернізовані, покращено артилерію та оснащення. Однак через обмежені ресурси армія не могла досягти рівня провідних європейських держав.
Під час Французьких революційних воєн Саксонія спочатку підтримала антифранцузьку коаліцію. У 1793 році саксонські війська брали участь у битві при Кайзерслаутерні, але після серії невдач у 1796 році курфюрст змушений був оголосити нейтралітет, побоюючись нападу з боку Франції. Коли восени 1805 року Наполеон перетнув кордон з Пруссією і розпочав свій тріумфальний похід проти німецьких королівств і князівств, 1 листопада саксонська армія була мобілізована і відправлена до західного кордону.

### Поразка проти Наполеона і перетворення Саксонії на королівство (1805–1807)
У 1806 році Саксонія приєдналася до Пруссії у війні проти Наполеона. З 10 вересня 1806 року було сформовано армію з 22 000 чоловік під командуванням генерал-лейтенанта фон Зешвіца для захисту та охорони західного кордону. Однак після нищівної поразки при Єні та Ауерштадті саксонські війська капітулювали. Курфюрст Фрідріх Август III швидко змінив політичний курс і уклав мир з Наполеоном, що дозволило йому отримати титул короля Саксонії у 1807 році. Курфюрст зобов'язався надати 20 000 вояків своєї армії в розпорядження Рейнської конфедерації і ще 6 000 допоміжних військ для майбутньої французької кампанії проти Пруссії. Нова політика передбачала реформу військової системи відповідно до французьких стандартів, що зробило саксонську армію повноправною частиною Рейнського союзу та союзником Наполеона у подальших війнах. З цього моменту повною назвою армії стала «Королівська саксонська армія». 

### Війни на боці Великої армії (1809–1814)
Протягом 1809–1812 років саксонські війська брали активну участь у наполеонівських кампаніях, зокрема у битві під Ваграмом. У 1812 році контингент чисельністю близько 20 000 осіб був відправлений у похід на Росію. Проте суворі зимові умови та катастрофічний відступ призвели до того, що лише 1 436 саксонців повернулися додому. Ці втрати значно ослабили армію та похитнули довіру до Наполеона.
У 1813–1814 роках саксонські війська продовжували воювати на боці Франції, поки не настав вирішальний переломний момент у битві під Лейпцигом у 1813 році. Під час битви деякі саксонські частини перейшли на бік союзників, що сприяло поразці Наполеона.

#### Визвольна війна в Німеччині (1813–1815)
Після поразки Великої армії в Росії почалася Визвольна війна в Німеччині. Пруссія відкрито виступила на боці Росії проти іноземного панування Наполеона. Наполеон зажадав від держав Рейнської конфедерації нових військ для боротьби з Священним союзом. Саксонія виконала цю вимогу і сформувала нову саксонську армію під командуванням генерала фон Тільмана поблизу Торгау. 
Кульмінацією війни для Саксонії стала Битва народів під Лейпцигом, яка стала однією з найбільших битв у Європі. Спочатку саксонські війська воювали на боці Наполеона, проте в критичний момент значна їх частина перейшла на бік антинаполеонівської коаліції. Це рішення було зумовлене невдоволенням серед військових і політичних еліт Саксонії, які почали розуміти неминучість поразки Наполеона. Після битви Лейпциг був захоплений військами коаліції, а Саксонія опинилася під окупацією. Король Фрідріх Август I був узятий у полон і відправлений до Берліна, а управління його державою взяли на себе прусська адміністрація. Саксонська армія була розформована, а її залишки або перейшли до військ коаліції, або були розпущені.
На Віденському конгресі 1815 року було вирішено долю Саксонії. Королівство втратило майже половину своєї території, зокрема великі області на користь Пруссії, проте залишилося суверенною державою. Військовий устрій Саксонії був значно змінений, армія скорочена та інтегрована до військових структур Німецького союзу.
Таким чином, визвольна війна стала переломним моментом для саксонської армії. Вона завершили її роль як важливого військового союзника європейських держав і ознаменували нову еру в історії Саксонії – перехід від незалежної військової політики до підпорядкування більш потужним німецьким державам.

### Поділ армії та мирний період до 1848 року
Після завершення Наполеонівських війн Саксонія зазнала значних територіальних втрат, що суттєво вплинуло на її військову політику. За рішенням Віденського конгресу 1815 року, половина території Саксонії була передана Пруссії, що призвело до поділу армії. Близько 6 800 саксонських військовослужбовців перейшли на службу в прусську армію, тоді як решта залишилася в складі нового Королівства Саксонія.
Протягом мирного періоду 1815–1848 років саксонська армія пережила ряд реформ. Введено обов'язкову військову службу, проте система дозволяла заможним громадянам наймати собі заміну. Було реформовано військове судочинство, а також покращено умови служби. У федеральній армії Німецької конфедерації Саксонія надала четвертий за чисельністю контингент після Австрії, Пруссії та Баварії.
З політичної точки зору, армія залишалася одним із головних інструментів збереження монархічного режиму. Вона використовувалася для придушення заворушень, що час від часу спалахували через соціальні та політичні проблеми.

### Революція 1848–1849 років та участь у Першій шлезвізькій війні

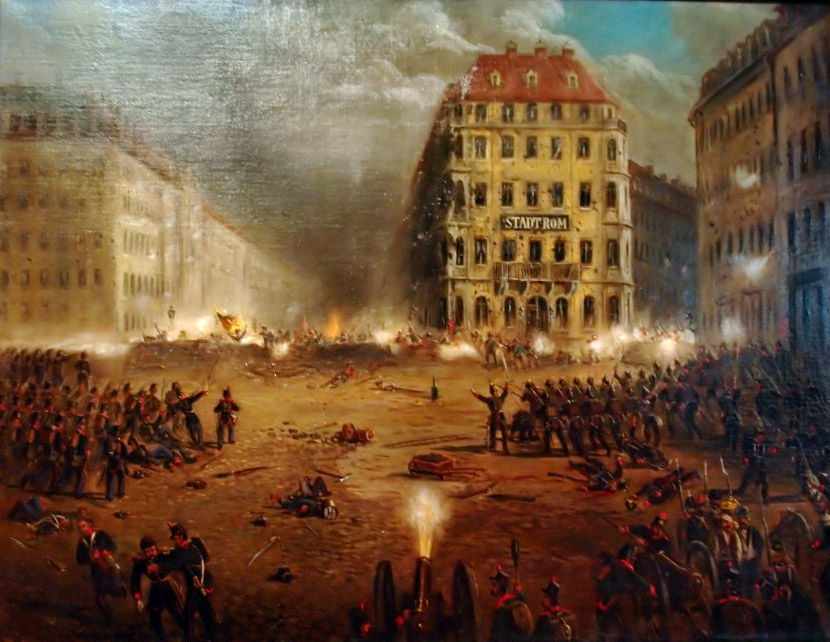
Атака на барикади на площі Ноймаркт, Дрезден (олійна картина, Дрезденський міський музей)

Революційні події 1848 року торкнулися і Саксонії. Навесні в Лейпцигу та інших містах відбулися заворушення, які були жорстоко придушені військовими. У травні 1849 року вибухнуло Дрезденське повстання, під час якого революціонери захопили урядові будівлі. Король Фрідріх Август II втік, а повстанці проголосили революційний уряд. Однак після кількаденних боїв саксонська армія, за підтримки прусських військ, придушила повстання.
Під час революційних процесів в Саксонії, саксонська армія брала участь у Дансько-німецькій війні 1848–1851 років. Королівство Саксонія підтримало Пруссію в боротьбі проти Данії за контроль над провінцією Шлезвіг-Гольштейн. Проте після відновлення дипломатичних відносин між Данією та Австрією саксонські війська були відкликані.

### Реформа армії та Австро-прусська війна (1850–1866)
Після подій 1848–1849 років військове керівництво Саксонії почало поступову модернізацію армії. Впроваджувалися нові тактичні підходи та нове озброєння. У 1866 році розпочалася Австро-прусська війна, в якій Саксонія виступила на боці Австрії. Причини війни полягали в австро-прусському конфлікті за провідну роль у Німецькій конфедерації. На тлі прусського економічного процвітання, а також прусської військової традиції, яка цінувалася в реакційних колах, з'явилися стимули для пошуку остаточного вирішення питання про владу. Приводом для війни стала суперечка про управління Шлезвіг-Гольштейном після закінчення Другої шлезвізької війни. Лояльність Саксонії до Австрії не залишила саксонському королю іншого вибору, окрім як мобілізуватися проти Пруссії у цьому конфлікті за верховенство в Німецькій конфедерації.
Саксонська армія, налічуючи близько 32 000 солдатів, не могла протистояти переважаючим силам Пруссії та була змушена відступила до Богемії, де об'єдналася з австрійськими військами. Однак 3 липня 1866 року у битві під Садовою (Кеніггрец) об'єднана австро-саксонська армія зазнала нищівної поразки. Це призвело до капітуляції Саксонії, яка була змушена перейти під контроль Пруссії та увійти до складу Північнонімецького союзу.

### Входження до Північнонімецького союзу та Франко-прусська війна (1867–1871)
Після поразки у війні 1866 року саксонська армія була реорганізована за прусським зразком і включена до складу Північнонімецького союзу як XII армійський корпус. Було впроваджено прусську військову систему, уніфіковано навчання, командні структури та озброєння.
У 1870 році Саксонія приєдналася до Пруссії у Франко-прусській війні проти Франції. Саксонський XII корпус під командуванням кронпринца Альберта відіграв важливу роль у битвах при Седані та під час облоги Парижа. 11 липня 1871 року Саксонський корпус пройшов на парад перемоги в Дрездені. Не вистачало лише 24-ї дивізії, яка залишилася у Франції у складі окупаційної армії. У жовтні 1871 року Стрілецький полк став останнім саксонським підрозділом, який отримав наказ марширувати додому. 19 жовтня стрільці увійшли до столиці держави, парад очолив сам король і його брат, командир полку, за ними йшов військовий міністр Саксонії Альфред фон Фабріс і решта офіцерів 108-го полку.
Після перемоги над Францією в 1871 році було проголошено Німецьку імперію, а саксонська армія офіційно стала частиною німецького імперського війська, хоча зберегла певну автономію.

### Саксонська армія в Німецькій імперії (1871–1918)
З 1871 року армія Королівства Саксонія офіційно стала складовою частиною Збройних сил Німецької імперії, але формально зберігала окрему структуру під керівництвом саксонського короля. Військова служба була реорганізована відповідно до загальнонімецьких стандартів, а саксонські підрозділи увійшли до складу німецької армії.
До Першої світової війни саксонські частини зберігали свої традиції, проте фактично діяли як частина німецького війська. У 1914 році, з початком війни, саксонські дивізії билися на Західному та Східному фронтах. Під час Першої світової війни два саксонські армійські корпуси та саксонський XII Резервний корпус були мобілізовані до складу 3-ї армії, верховне командування якою взяв на себе колишній військовий міністр Саксонії генерал-полковник Макс фон Гаузен. Дещо пізніше був сформований XXVII (Саксонсько-Вюртемберзький) резервний корпус, який увійшов до складу 4-ї армії у Фландрії. 23 серпня 1914 року, під час просування через Бельгію, 674 мешканці південнобельгійського містечка Дінан були вбиті саксонськими військами 3-ї армії. У центрі міста встановлено монументальний меморіал, що увічнює долю цих людей. У 2001 році уряд Федеративної Республіки Німеччина визнав свій моральний обов'язок офіційно вибачитися перед нащадками тодішніх жертв.
Понад 140 000 вояків саксонської армії загинули в Першій світовій війні. 1921 року було зареєстровано 125 874 загиблих на війні, а також тих, хто вважався зниклими безвісти. У серпні 1919 року їх все ще було близько 18 000. Після поразки Німеччини в 1918 році та падіння монархії саксонська армія була розпущена, а її підрозділи інтегровані до рейхсверу Веймарської республіки.

## Озброєння

### XVIII століття
На початку XVIII століття саксонська армія поступалася багатьом європейським військам за рівнем оснащення. Під час Північної війни її артилерія та стрілецьке озброєння були застарілими, а забезпечення боєприпасами – ускладненим. Це призвело до поразок у зіткненнях із добре організованою шведською армією. Курфюрст Август Сильний ініціював реформу озброєння: до 1730 року всі полки отримали нові рушниці виробництва Friderici з міста Зуль, а також кремінні мушкети, пістолі та гвинтівки з різних майстерень. Важливим нововведенням стало заміщення дерев'яних шомполів металевими, що збільшило їхню довговічність і зручність у використанні. Також замість ножеподібного багнета запровадили тригранний, що покращило його бойові характеристики.
Кавалерія отримала палаші, шаблі та карабіни, що відповідало європейським стандартам тієї доби. Артилерія значно покращила свою ефективність завдяки введенню нових гармат калібрів 3, 6 і 12 фунтів, а також 8-, 16- і 24-фунтових гаубиць. Полкові трьохфунтові гармати використовували не тільки для обстрілу ворога ядрами, а й для стрільби картеччю, що давало високу ефективність на коротких дистанціях. Гармати зазвичай стріляли на відстань від 500 до 800 кроків.

### XIX століття
На початку XIX століття Наполеон здійснив модернізацію саксонської армії. Піхота отримала полегшені рушниці з багнетами, а багнетний бій увійшов до стандартної бойової підготовки. Артилерія перейшла на більш маневрені гармати, що краще відповідали потребам мобільної війни. В результаті до 1812 року саксонське військо стало однією з найсучасніших армій серед союзників Франції.
У другій половині XIX століття продовжилася адаптація до нових видів озброєння. У 1835–1838 роках піхота перейшла на капсульні рушниці, що замінили старі кремінні замки. В 1850 році артилерія перейшла на запал тертя, який забезпечував швидке займання порохового заряду. У 1861 році піхота отримала австрійські нарізні дульнозарядні мушкети Lorenz, що мали кращу точність у порівнянні з попередніми моделями.
Після приєднання Саксонії до Північнонімецького союзу в 1867 році армія почала використовувати прусську зброю. Піхота отримала гвинтівки Zündnadelgewehr, а згодом — моделі Mauser Gewehr 71 і Gewehr 98. Кавалерія перейшла на шаблі М67, а також отримала карабіни та піки. Артилерія отримала казеннозарядні гармати Krupp, які значно підвищили вогневу міць війська.

## Галерея

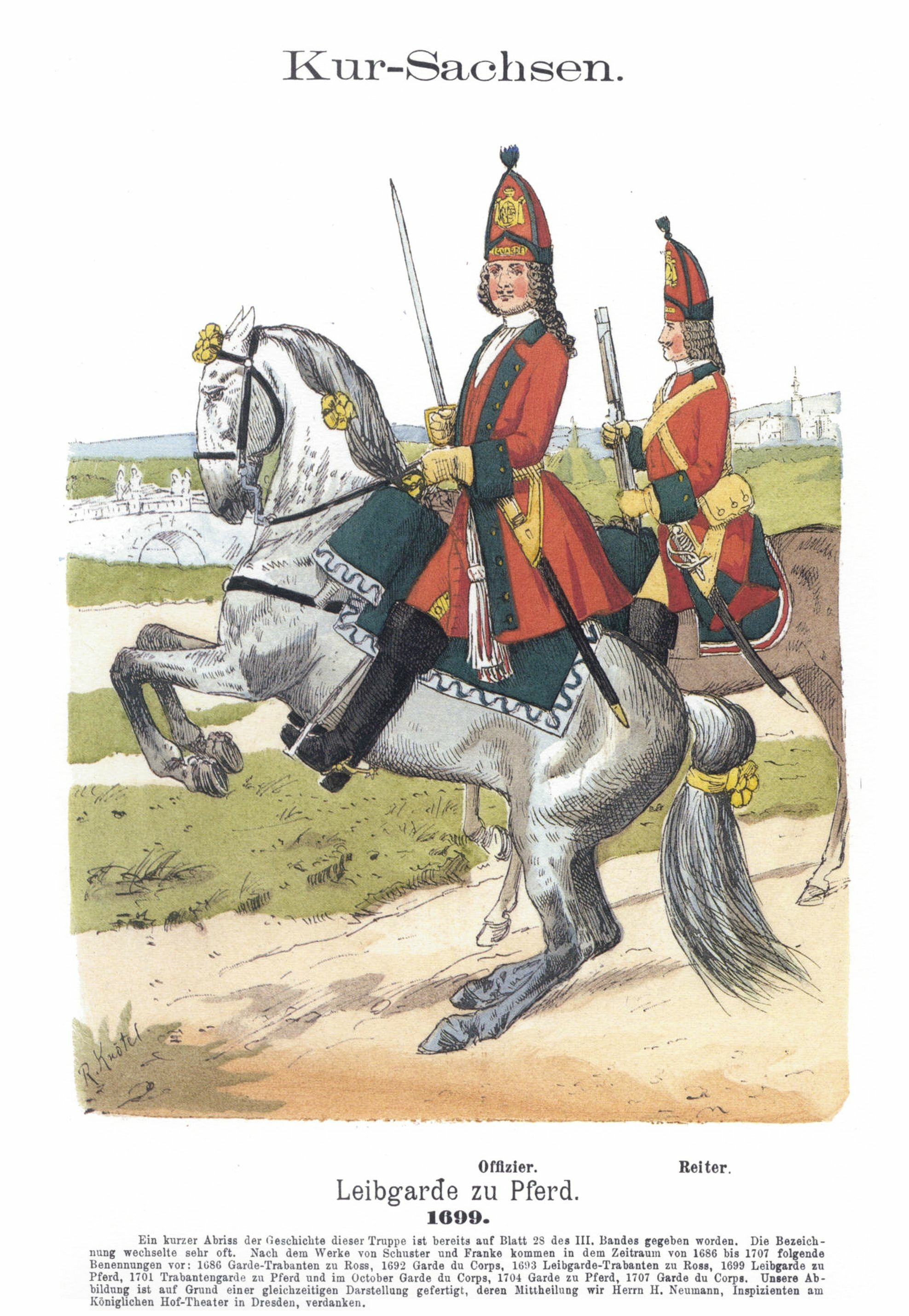
Саксонська кавалерія, 1699
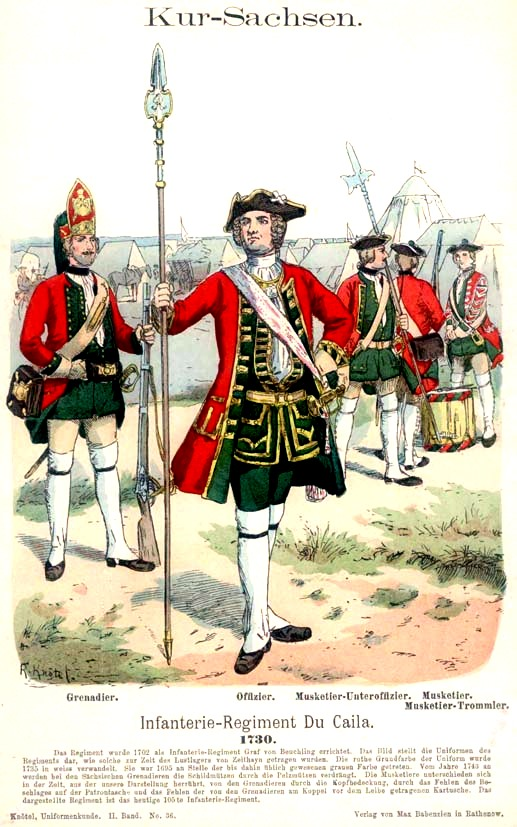
Полк дю Кайла, 1730
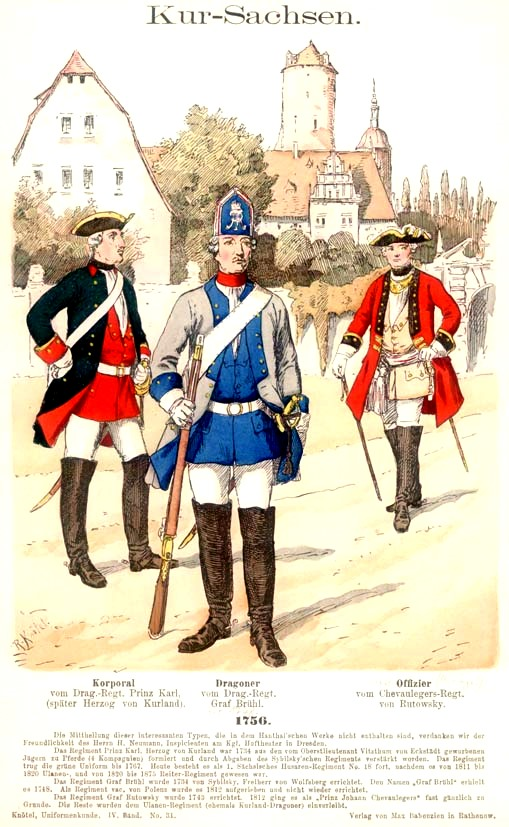
Саксонська кавалерія на початку Семирічної війни
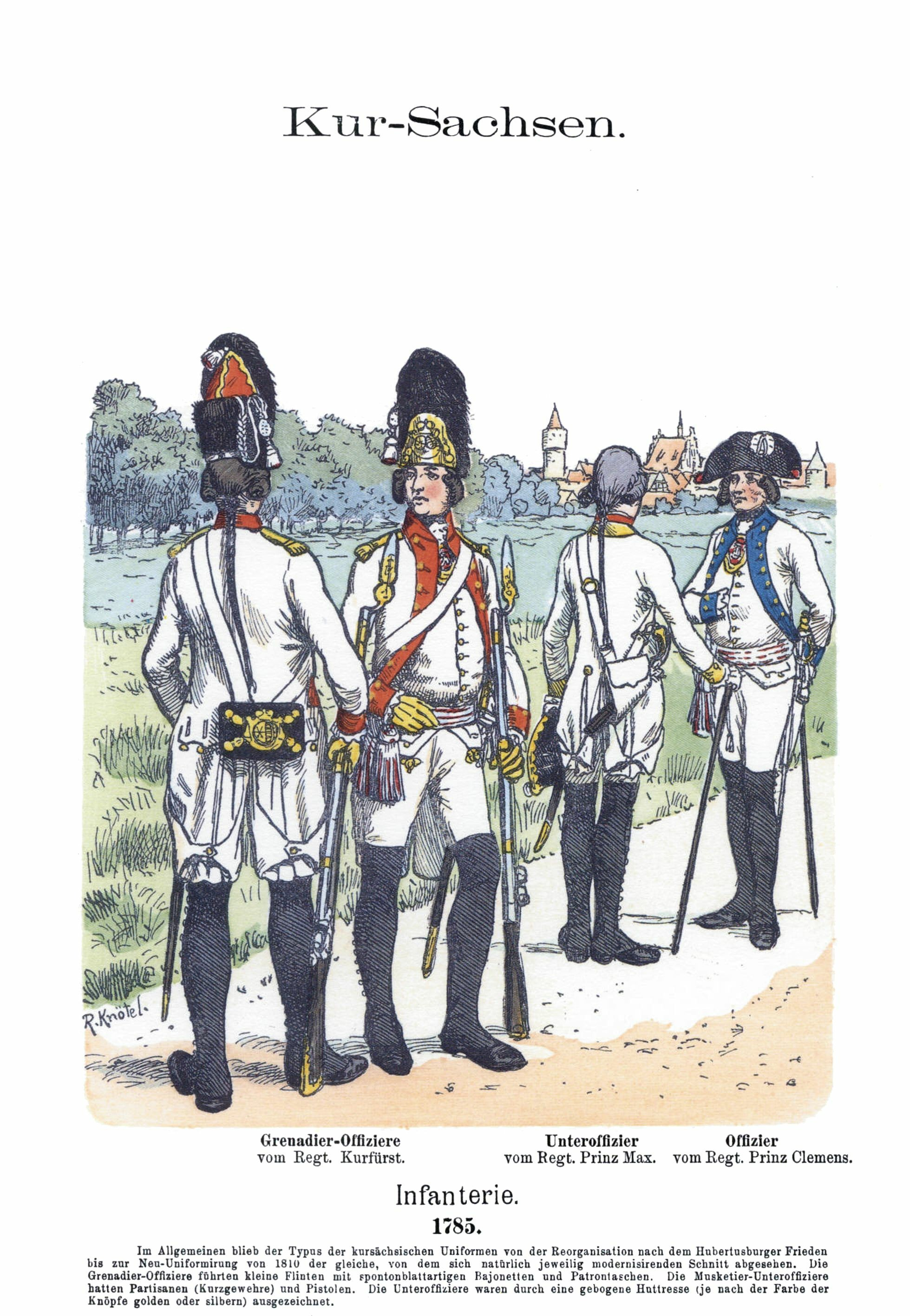
Уніформа піхоти, 1784
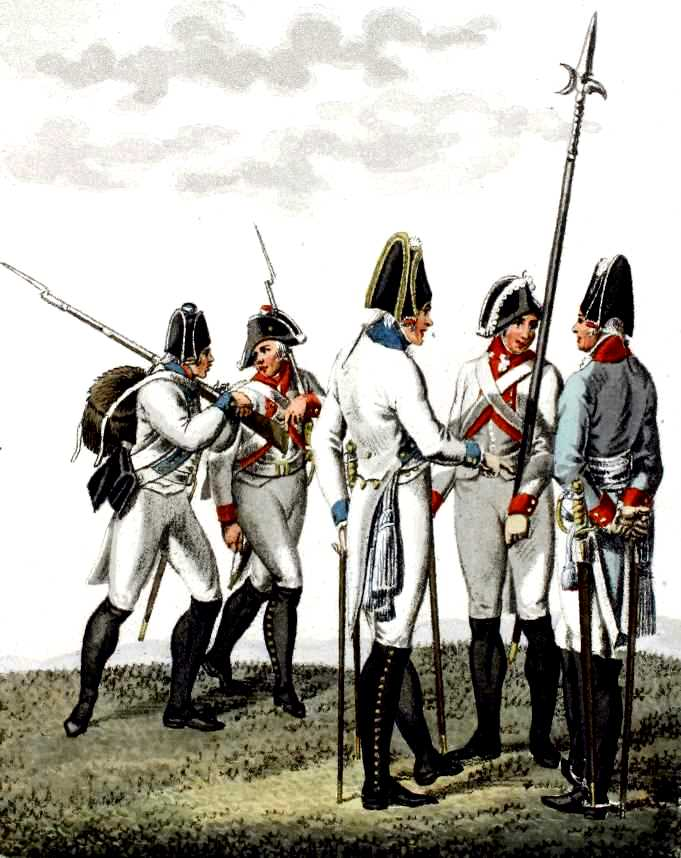
Лінійна піхота, 1806
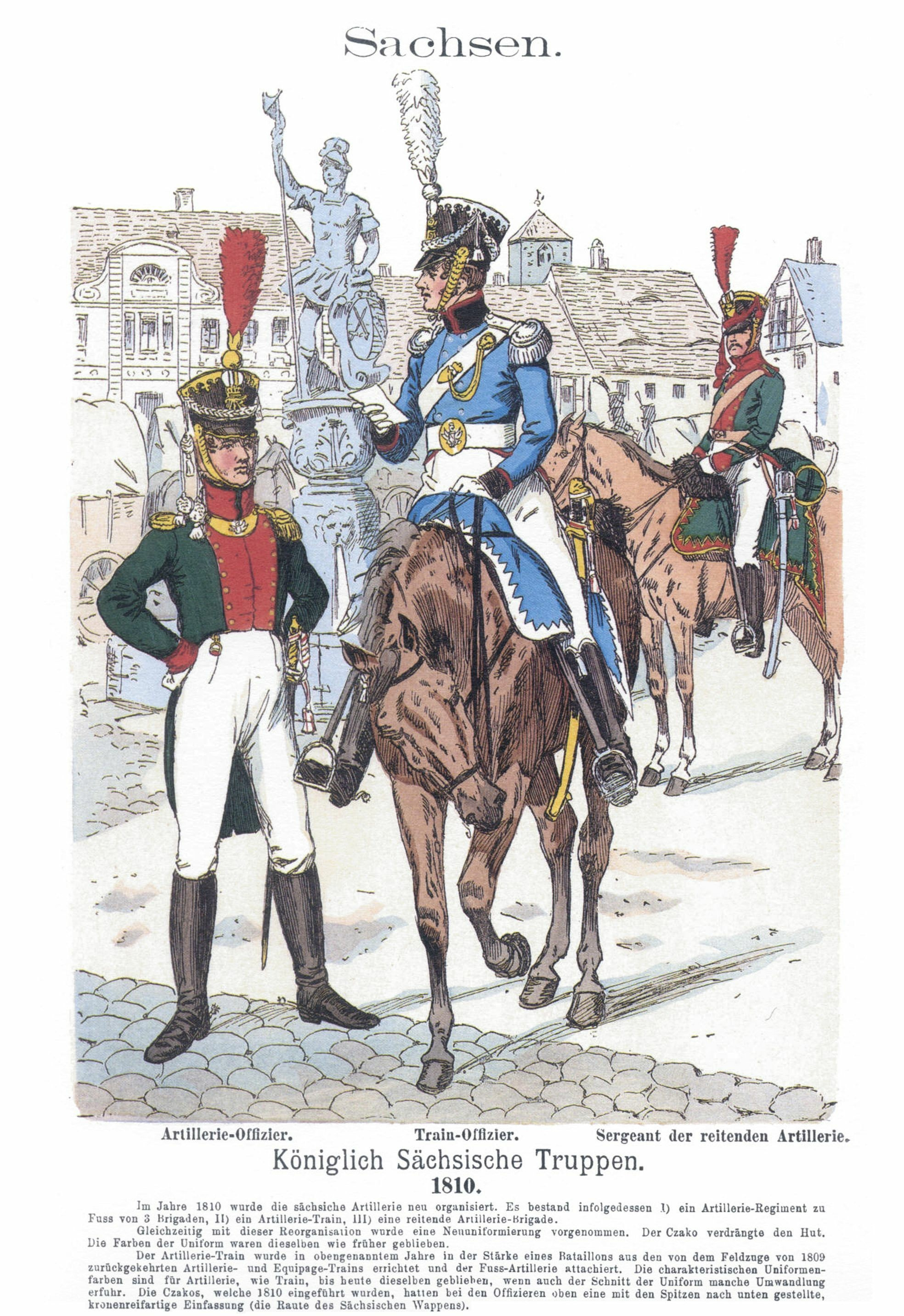
Офіцер-артилерист, офіцер і сержант кінної артилерії, 1810
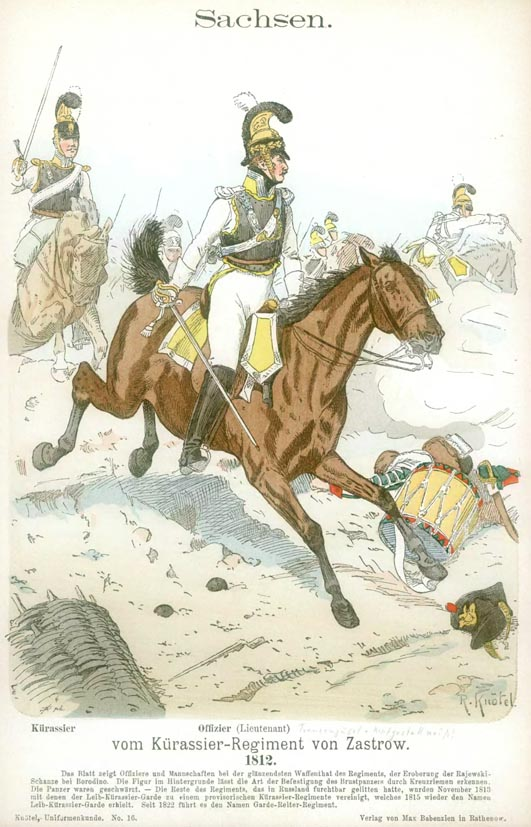
Саксонський кірасирський полк в кампанії 1812 року
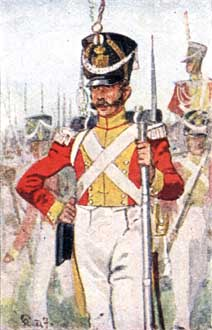
Піхотинець зразка 1813 року з рушницею та закріпленим багнетом
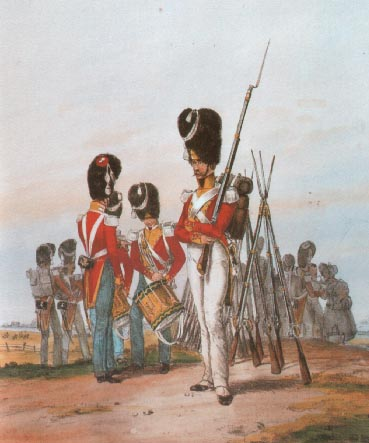
Піхота Королівської саксонської гвардії, близько 1835